# بلدة موفات (ميشيغان)
موفات (بالإنجليزية: Moffatt Township, Michigan)‏ هي بلدة تقع بولاية ميشيغان في الولايات المتحدة. تبلغ مساحتها 83.1 (كم²)، وترتفع عن سطح البحر 234 م، بلغ عدد سكانها 1184 نسمة في عام تعداد الولايات المتحدة 2010 حسب إحصاء مكتب تعداد الولايات المتحدة وتصل الكثافة السكانية فيها 14.5 نسمة/كم2.

## وصلات خارجية
- www.moffatttownship.org
- The US50 - Cities and Towns in Michigan State
- Michigan Cities and Towns, Facts, Map, Flag, Colleges, Government, and More